# Tatiana Cunețchi
Tatiana Cunețchi (n. 24 aprilie 1964) este o economistă din Republica Moldova, deputat în legislaturile 2019-2021 și 2021-2025 ale Parlamentului Republicii Moldova, reprezentantă a Partidului Socialiștilor din Republica Moldova (PSRM).

## Biografie
Cunețchi a absolvit Universitatea de Stat din Moldova, specialitatea Finanțe și Credit.
În 1990, a fost numită șefă a Inspectoratului Fiscal de Stat Dubăsari. În 1992 a devenit adjunctă a unei direcții din Inspectoratul Fiscal de Stat al sectorului Buiucani din Chișinău. Din anul următor, a condus Secția financiară a sectorului Ciocana din același oraș. În perioada 1994-2005 a lucrat la Ministerul Finanțelor, în calitate de consultantă în Direcția prognoza și analiza veniturilor, ulterior șefa Direcției bugetelor unităților administrativ-teritoriale și în cele din urmă vicedirectoare a Departamentului sinteză bugetară.
În 2005 a fost membră a Curții de Conturi pentru o scurtă perioadă. Tot în 2005 a preluat conducerea Direcției generale finanțe a Consiliului municipal Chișinău. În perioada 2007-2010 a condus Biroul vamal Chișinău, după care până în 2012 a administrat un proiect al Băncii Mondiale în cadrul Curții de Conturi. În 2012 a revenit la Serviciul Vamal și timp de trei ani a fost șefa Direcției venituri vamale.
În 2016, a redevenit membră a Curții de Conturi.
La sfârșitul anului 2019 a renunțat la mandatul de deputat pentru a îndeplini funcția de director interimar – iar ulterior prim-director adjunct – al Agenției Servicii Publice.

### Activitate politică

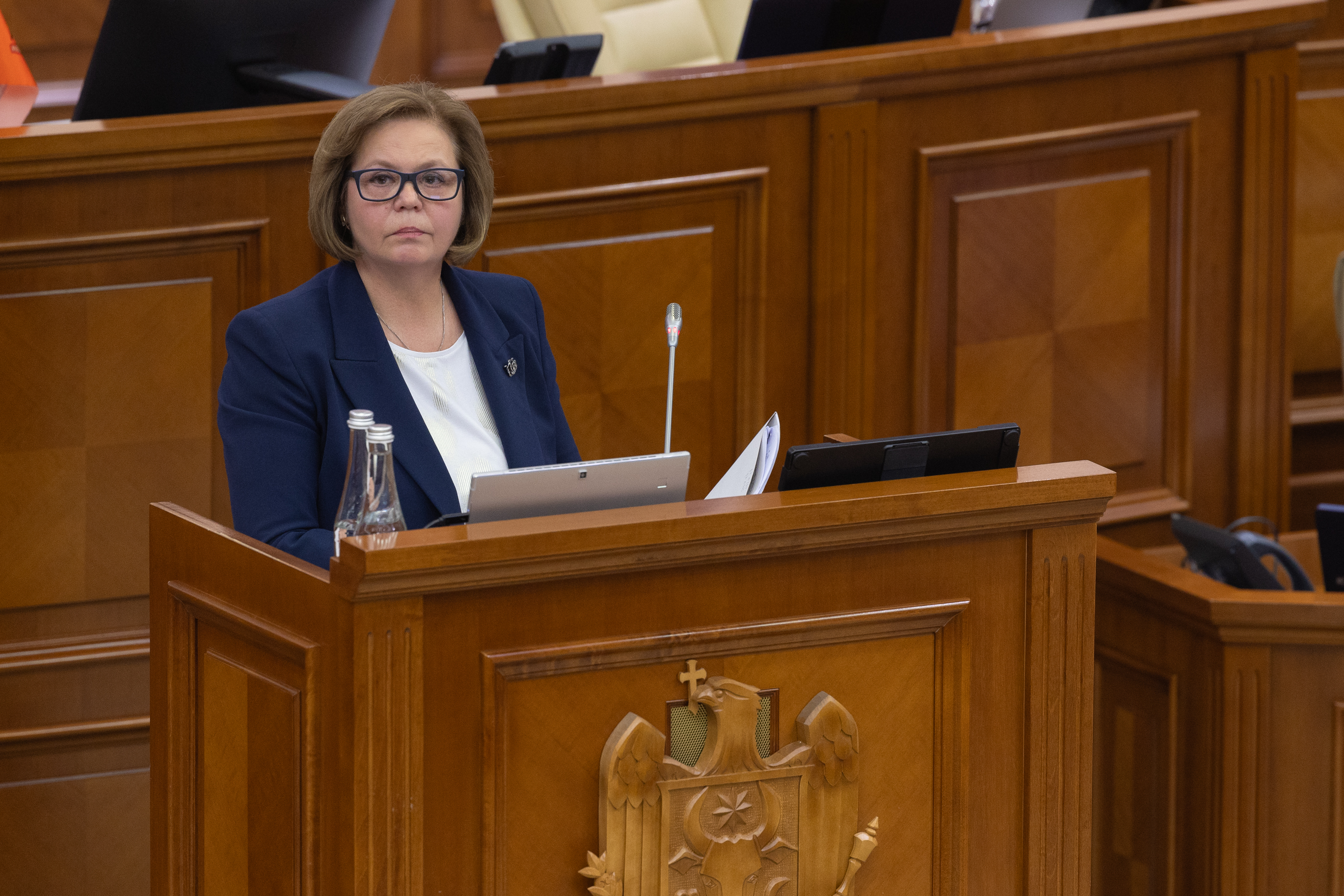
Tatiana Cunețchi la tribuna Parlamentului, 2024

Cunețchi a fost membră a Consiliului municipal Chișinău, mai întâi din partea Partidului Comuniștilor din Republica Moldova, apoi din partea PSRM.
A candidat cu numărul 24 pe lista PSRM la alegerile parlamentare din 2019 și a acces în parlament.
La alegerile parlamentare din 2021 a candidat cu numărul 16 pe lista Blocului Comuniștilor și Socialiștilor (BCS), din partea PSRM, și a revenit în Parlament. În legislatura respectivă, Cunețchi este președinta Comisiei de control al finanțelor publice.